# SN 2003fn
SN 2003fn – supernowa typu Ia odkryta 24 kwietnia 2003 roku w galaktyce A141633+5220. W momencie odkrycia miała maksymalną jasność 21,50m.